# Weida (Riesa)
Weida ist ein Ortsteil von Riesa und wurde am 15. Oktober 1923 eingemeindet. Es ist neben Merzdorf, Pausitzer Delle und Karl-Marx-Ring einer der bedeutendsten Plattenbau-Standorte Riesas.

## Verkehr
Weida ist jeweils über die Rostocker Straße und über die Lange Straße/Grenzstraße an die Bundesstraße 169 angebunden. Über die Landstraße über Mautitz ist Weida an die Bundesstraße 6 angeschlossen.
Über die Stadtbuslinien A1, A2 und B ist Weida an den Riesaer Stadtverkehr angebunden.

## Bildung
Weida besitzt seit der Fusion von Manfred-von-Ardenne-Gymnasium und Max-Planck-Gymnasium zum Städtischen Gymnasium und Schließung des Standortes Weida kein Gymnasium mehr. Auf dem ehemaligen Gebäude des Manfred-von-Ardenne-Gymnasiums befindet sich ein Observatorium, das von den Sternenfreunden Riesa e. V. genutzt wird.

## Sehenswürdigkeiten
Weida hat eine evangelisch-lutherische Kirche.